# Parastenocarididae
Parastenocarididae é uma família de crustáceos da ordem Harpacticoida.